# Giórgios Georgiádis
Cet article possède un paronyme, voir Giórgos Georgiádis.
Giórgios Georgiádis ou Yórgos Yeoryádis (en grec : Γιώργος Γεωργιάδης), né le 8 mars 1972 à Kavala, est un footballeur grec. International grec.

## Biographie

### En sélection
Il a remporté l'Euro 2004 avec l'équipe de Grèce.

### Après-carrière
Directeur technique du PAOK Salonique, il est nommé entraîneur de l'équipe première en avril 2013, en remplacement de Giorgos Donis.

## Carrière
- 1990-1992 :  Dóxa Dráma
- 1992-1998 :  Panathinaïkos
- 1998-1999 :  Newcastle United
- 1999-2003 :  PAOK Salonique
- 2003-2005 :  Olympiakos
- 2005-2006 :  Iraklis Thessalonique
- 2006-2008 :  PAOK Salonique

## Palmarès
- Vainqueur du Championnat d'Europe des Nations : 2004 (Grèce).
- Champion de Grèce : 1995, 1996 (Panathinaïkos) et 2005 (Olympiakos).
- Vainqueur de la Coupe de Grèce : 2001 (PAOK Salonique).